# عدد هم‌آرایی

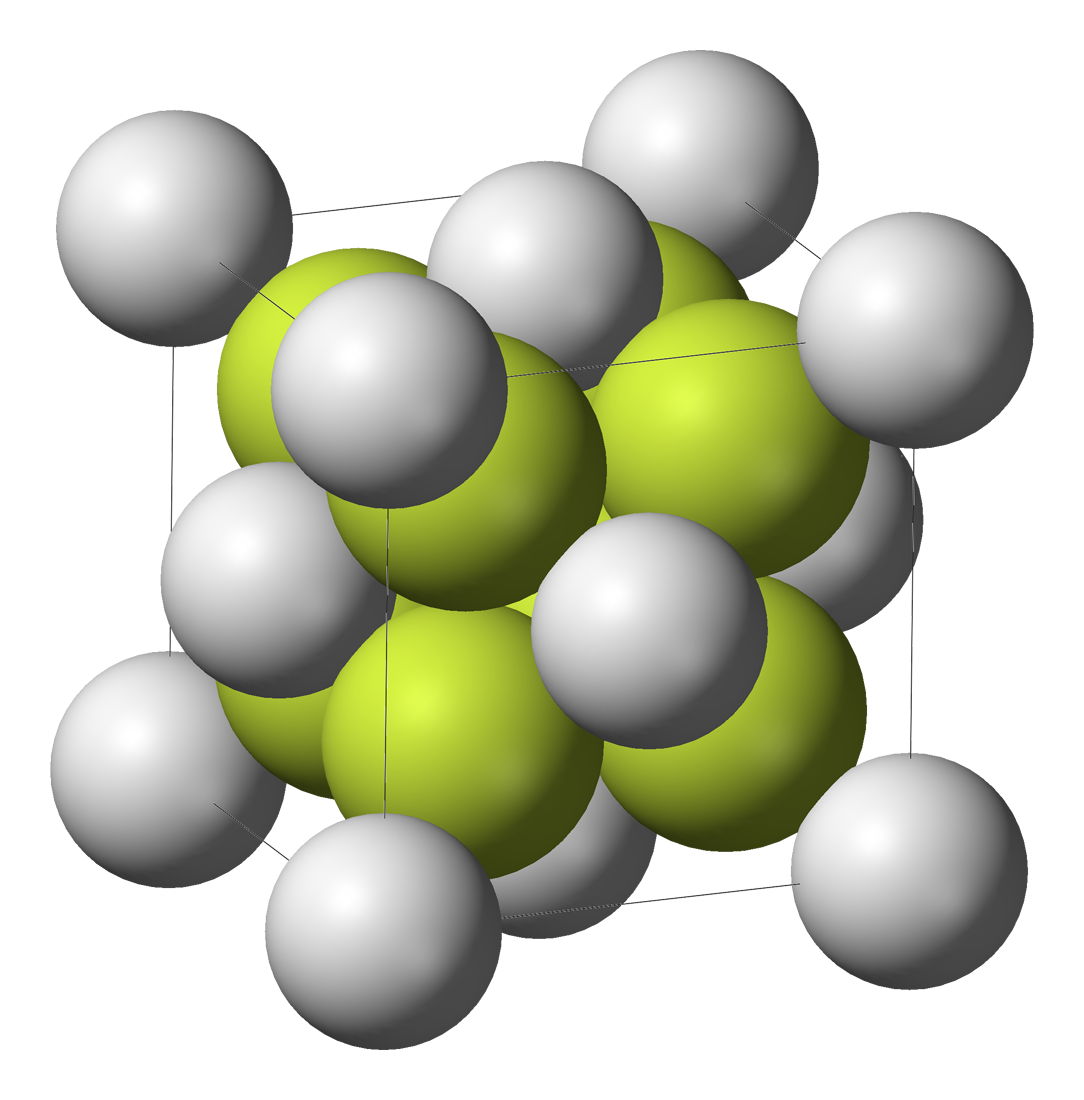
سلول واحد ترکیب یونی کلسیم فلورید که در آن یون‌های Ca^{2+} به رنگ خاکستری (8) و یون‌های F^{-} به رنگ زرد (5) نشان داده شده‌اند.

عدد هم‌آرایی یا کوئوردیناسیون (به انگلیسی: Coordination number) در علم شیمی و بلورشناسی به تعداد نزدیکترین اتم‌ها یا یون‌ها در اطراف یک اتم یا یون در یک ساختار بلوری گفته می‌شود که در سال ۱۸۹۳ توسط Alfred Werner کشف شد. به عنوان مثال، در ساختار سدیم کلرید، عدد هم‌آرایی هر یک از یون‌های سدیم یا کلرید، ۶ است.